# Cycle sylvatique
Le cycle sylvatique est une partie du cycle de transmission naturel d'un agent pathogène. Sylvatique fait référence à la présence d'un sujet chez ou affectant les animaux sauvages. Le cycle sylvatique est la fraction de la durée de vie de la population d'agents pathogènes consacrée au cycle entre les animaux sauvages et les vecteurs. Les humains sont généralement des hôtes accidentels ou sans issue, infectés par le vecteur. Cela s'oppose à un cycle "domestique" ou "urbain", dans lequel l'agent pathogène effectue un cycle entre les vecteurs et les animaux non sauvages, urbains ou domestiques ; les humains peuvent avoir des taux d'infection différents de ces cycles en raison de l'efficacité de la transmission et des niveaux d'exposition environnementale,.
Des exemples d'agents pathogènes qui contiennent un cycle sylvatique comprennent la trichinose, les virus de la dengue, Yersinia pestis, la maladie de Chagas,, et la rage.

## Sources et références
1. ↑  (en) O. Fernandes, R. H. Mangia, C. V. Lisboa et A. P. Pinho, « The complexity of the sylvatic cycle of Trypanosoma cruzi in Rio de Janeiro state (Brazil) revealed by the non-transcribed spacer of the mini-exon gene », Parasitology, vol. 118, no 2,‎ février 1999, p. 161–166 (ISSN 1469-8161 et 0031-1820, DOI 10.1017/S0031182098003709, lire en ligne, consulté le 25 décembre 2022)
2. ↑  « Plague: Yersinia pestis », sur web.archive.org, 13 janvier 2008 (consulté le 25 décembre 2022)
3. ↑  « Sylvatic trichinosis in British Columbia: potential threat to human health from an independent cycle », Public Health Rep, vol. 93, no 2,‎ 1978, p. 189–93 (PMID 635095, PMCID 1431877)
4. ↑  Vasilakis N, Holmes EC, Fokam EB et Faye, « Evolutionary processes among sylvatic dengue type 2 viruses », J. Virol., vol. 81, no 17,‎ 2007, p. 9591–5 (PMID 17553878, PMCID 1951459, DOI 10.1128/JVI.02776-06)
5. ↑  Fernandes O, Mangia RH, Lisboa CV et Pinho, « The complexity of the sylvatic cycle of Trypanosoma cruzi in Rio de Janeiro state (Brazil) revealed by the non-transcribed spacer of the mini-exon gene », Parasitology, vol. 118, no 2,‎ 1999, p. 161–6 (PMID 10028530, DOI 10.1017/s0031182098003709)
6. ↑  Epidemiology of Chagas disease
7. ↑  Sudhi Ranjan Garg, Rabies in Man and Animals, Springer Science & Business Media, 2013 (ISBN 9788132216056, lire en ligne), p. 15